# کیمفاربن
کیمفاربن (انگلیسی: Keimfarben) شرکت مصالح ساختمانی آلمانی است، که در سال ۱۸۷۸ توسط آدولف ویلهلم کیم تأسیس شد.